# Supercar (группа)
Supercar (яп. スーパーカー Су:па:ка:, Суперкар) — японская рок-группа, существовавшая с 1995 по 2005 годы (официально выступали под лейблом Ki/oon Records с 1997 года. Группа Supercar известна тем, что её творчество сочетает в себе альтернативный рок и электронную музыку. В мире группа известна тем, что записала саундтрек к японскому кинофильму «Пинг-понг», а также участием в работе над аниме-сериалом «Eureka 7».

## История

### Создание группы и начало выступлений (1995—1997)
Группа была образована в 1995 году в префектуре Аомори. История группы началась с объявления о наборе музыкантов в группу, размещённого молодой бас-гитаристкой и певицей Мики Фурукавой. На это объявление откликнулся Дзюндзи Исиватари, который и привёл в группу своего друга детства Кодзи Накамуру, ставшего солистом группы. Впоследствии, к группе присоединился барабанщик Кодай Тадзава, знакомый с участниками по средней школе. В таком составе они сочинили несколько песен и записали демо-кассеты. После года прослушиваний и поисков продюсера, они заключили контракт со студией звукозаписи Ki/oon Records. Этот контракт стал первым шагом на пути группы к успеху.

### Под лейблом Ki/oon Records. Международный успех (1997—2005)
В 1997 году был выпущен их дебютный альбом Three Out Change. В 1999 они записали второй альбом, Jump Up. За ним вышли альбомы Ooyeah and Ookeah.
В 2000 году вышел альбом Futurama. В этом альбоме участники группы стали экспериментировать с электронной музыкой. Влияние этих экспериментов отразилось на дальнейшем творчестве, а сам альбом стал их визитной карточкой вплоть до распада группы
В 2002 году вышел альбом Highvision, в котором также активно использовалась электроника. Использование электроники привело к тому, что, к примеру, в сингле Strobolights не используется гитара.
В 2004 году вышел альбом Answer (ставший их последним студийным альбомом). Вероятно, это был их самый экспериментальный альбом, в нём содержится как рок-музыка, так и электронные композиции.
Самой известной их работой стала песня Storywriter, записанная в 2005 году и прозвучавшая в аниме «Eureka Seven».

### Распад и судьба участников группы (2005)
В 2005 году участники группы Supercar официально объявили о распаде коллектива во время последнего концерта, вышедшего на DVD под названием «Last Live».
После распада группы Мики Фурукава продолжила выступать сольно и выпустила 4 студийных альбома и 4 сингла.
Кодзи Накамура ещё в 1999 году совмещал выступления в группе Supercar с электронным сольным проектом «Nyantora». В 2006 Накамура создал новый сольный проект «iLL», с которым выступал до конца 2010 года. Группа отметилась песней Space Rock, ставшей основной темой OVA Eureka Seven
Дзюндзи Исиватари после распада группы начал свою деятельность в качестве музыкального продюсера для других исполнителей и групп. В 2010 году он также записал сингл Kamisama no Iutōri совместно с диджеем Ёсинори Сунахарой.
Кодай Тадзава после распада группы Supercar собрал группу «aM™» (читается как [aem]).
В 2009 году Мики Фурукава предоставила свой голос для создания голосового банка данных SF-A2 codename Miki для программы «Вокалоид».
В 2011 году солисты группы Мики Фурукава и Кодзи Накамура и ещё несколько музыкантов других групп сформировали «супергруппу» LAMA

## Участники
- Кодзи Накамура[англ.] (яп. 中村 弘二 Накамура Ко: дзи) — вокал, гитара.
- Дзюндзи Исиватари[яп.] (яп. いしわたり 淳治 Исиватари Дзюндзи) — гитара.
- Мики Фурукава (яп. フルカワ ミキ Фурукава Мики) — бас-гитара.
- Кодай Тадзава (яп. 田沢 公大 Тадзава Ко:дай) — барабаны.

## Дискография

### Альбомы
Студийные
- Three Out Change (1 апреля 1998) — 20 место в чарте Oricon[1]
- Jump Up (10 февраля 1999) — 12 место[1]
- Futurama (22 ноября 2000) — 21 место[1]
- Highvision (24 апреля 2002) — 11 место[1]
- Answer (25 февраля 2004) — 18 место[1]

Авторские
- Ooyeah (21 августа 1999) — 33 место[1]
- Ookeah (21 августа 1999) — 32 место[1]

Компиляции
- 16/50 1997~1999 (14 февраля 2003) — 30 место[1]
- A (24 марта 2005) — 39 место[1]
- B (24 марта 2005) — 60 место[1]

Ремиксы
- Re: Supercar 1 (20 апреля 2011) — 34 место[1]
- Re: Supercar 2 (15 июня 2011) — 24 место[1]

### Синглы
- Cream Soda (21 сентября 1997)
- Planet (1 декабря 1997) — 100 место[2]
- Lucky (1 марта 1998)
- Drive (21 мая 1998) — 92 место[2]
- Sunday People (21 сентября 1998) — 21 место[2]
- My Girl (3 февраля 1999) — 29 место[2]
- Love Forever (21 мая 1999) — 52 место[2]
- Fairway (2 февраля 2000) — 42 место[2]
- White Surf Style 5 (12 октября 2000) — 29 место[2]
- Strobolights (23 мая 2001) — 32 место[2]
- Yumegiwa Last Boy (21 ноября 2001) — 43 место[2]
- Aoharu Youth (6 февраля 2002) — 34 место[2]
- Recreation (14 февраля 2003) — 27 место[2]
- BGM (19 ноября 2003) — 38 место[2]
- Last Scene (28 января 2004) — 35 место[2]
- Wonder Word EP (28 апреля 2004)

### DVD
- High Booster + U.N. VJ Works (19 ноября 2002) — 84 место[3]
- P.V.D. (20 ноября 2002)
- P.V.D. 2 (20 ноября 2002) — 91 место[3]
- Last Live Kanzen-ban (LAST LIVE 完全版 Last Live: Complete Edition) (29 июня 2005) — 30 место[3]
- P.V.D. Complete 10th Anniversary Edition (4 апреля 2007) — 87 место[3]